# Trirétxnoie
Trirétxnoie - Триречное (rus) - és un poble de l'óblast de Bélgorod, a Rússia. El 2010 tenia 228 habitants. Pertany al districte (raion) de Stroítel.